# Gerald Lathbury
Gerald William Lathbury (Murree (Brits-Indië), 14 juli 1906 – Stratfield Mortimer (Engeland), 16 mei 1976) was een Brits militair die tijdens de Tweede Wereldoorlog een leidinggevende functie vervulde bij de luchtlandingstroepen. Hij vocht in Italië en Nederland.

## Levensloop
Lathbury werd in Brits-Indië geboren als de zoon van een militair. Terug in Engeland werd hij opgeleid aan Wellington College en studeerde aan de Koninklijke Militaire Academie in Sandhurst. Hij nam in 1926 dienst in het leger bij de lichte infanterie en was van 1928 tot 1932 in West-Afrika gelegerd. In de jaren daarna maakte Lathbury verschillende keren promotie.
Op het moment dat de Tweede Wereldoorlog uitbrak was Lathbury brigade-majoor bij de 8e infanteriebrigade, die onderdeel was van de 3e Gemechaniseerde Infanteriedivisie. Die divisie werd naar Frankrijk gestuurd, maar kwam zelf niet in actie. Lathbury werd nog bevorderd tot majoor en overgeplaatst naar de generale staf van de 48e infanteriedivisie. Na de Duitse inval in Frankrijk in mei 1940 werd de divisie via Duinkerken geëvacueerd. In de periode stond de divisie klaar op de invasie van Duitse troepen op het Britse eiland op te vangen.
Lathbury werd in september 1941 overgeplaatst naar de nieuw gevormde luchtlandingstroepen. Hij kwam aan het hoofd te staan van het 3e bataljon, dat uiteindelijk een onderdeel vormde van de 1e parachutistenbrigade van de 1e Luchtlandingsdivisie. In december 1942 werd hij aangesteld aan het hoofd van de eveneens nieuw gevormde 3e parachutistenbrigade, voordat hij in april 1943 naar Noord-Afrika werd gestuurd om de 1e Parachutistenbrigade te leiden. Die brigade werd in juli 1943 ingezet bij de landing op Sicilië. Lathbury slaagde erin zijn opdracht uit te voeren, een brug over de Simeto-rivier te veroveren en te behouden. Daarbij werd hij door granaatscherven getroffen in zijn bil. Achteraf werd hij onderscheiden met de Orde van Voorname Dienst.
De 1e Luchtlandingsdivisie werd op 17 september 1944 ingezet als onderdeel van Market Garden. De 1e parachutistenbrigade kwam neer op de Ginkelse Heide bij Ede en moest van daaruit oprukken naar de Rijnbrug in Arnhem. Samen met divisiegeneraal Roy Urquhart begaf hij zich op 18 september in de buurt van het front, maar zij raakten afgesneden van hun eigen eenheden en moesten zich verbergen bij een Nederlandse familie. Bij een poging te ontsnappen werd Lathbury in zijn bovenbeen geraakt en was tijdelijk verlamd. Hij werd onder gebracht bij een Nederlandse familie en op 19 september overgebracht naar het Elisabeths Gasthuis dat intussen in handen van de Duitsers was. Vooraf had hij zijn insignes weggehaald, waardoor hij doorging als een korporaal. Lathbury, die inmiddels aardig hersteld was, slaagde er vervolgens op 25 september in te ontsnappen door gewoon het ziekenhuis uit te lopen. In de film A Bridge Too Far werd Lathbury gespeeld door Donald Douglas
Lathbury vond eerst onderdak op de boerderij De Kleine Kweek nabij het Landgoed Warnsborn. Via Jeanne Lamberts die woonde in het landhuis De Lange Hut in de buurt van Wolfheze, vond hij zijn weg naar het ouderlijk huis van de Edese verzetsstrijder Menno de Nooij aan de Brouwerstraat. In Ede ontving hij een vervalst persoonsbewijs met de naam van Albertus Waterman, geboren te Amsterdam. In Ede kwam hij zijn tweede man Tony Hibbert en de officeren Digby Tatham-Warter en David Dobie weer tegen.
Na de voor geallieerden verloren slag waren veel Britse parachutisten achtergebleven in de regio. In de nacht van 22 op 23 oktober vond Operatie Pegasus I plaats waarbij groep van honderdveertig man, merendeels parachutisten, dwars door de Duitse linies de Rijn over werden gezet.
Lathbury keerde terug naar de 1e parachutistenbrigade die gedurende de oorlog niet meer in actie kwam. In juli 1945 keerde hij terug naar de 3e parachutistenbrigade. Deze werd opgenomen in de 6e Luchtlandingsdivisie die tegen het einde van 1946 naar Palestina werd gestuurd, waar op dat moment de spanningen tussen Joden en Palestijnen een hoogtepunt bereikten. In 1948 keerde Lathbury terug naar Groot-Brittannië.
Na zijn terugkeer in Groot-Brittannië in 1948 volgde hij Urquart op als hoofd van de 16e Luchtlandingsdivisie, waar zowel de 1e als de 6e Luchtlandingsdivisie in waren opgegaan. Hij vervulde die functie tot 1951. Van 1955 tot 1955 was hij hoofd van het East Africa Command en van 1964 tot 1969 gouverneur van Gibraltar.